# 底引網
底引網（そこびきあみ、英語：Bottom trawling net）とは、主に引き網漁業に使われる漁網。
底引き網、底曳網などと表記することもある。

## 概要
底引網を使う漁業には、トロール漁業等がある。とても効率的ではあるが、この底引き網を使う漁業では、海中の生物を死滅させ、本来捕ろうとしていた魚以外にも取ってしまうことが多々ある。重い底引網を海底に沈めるため、海底の土を舞い上げてその場所に住む海生生物の環境を壊すことが問題視されている。
ニュージーランドに近いタスマン海で実施された調査では、通常の海山では岩の部分は5％しかないにもかかわらず、底引きトロール漁が頻繁に行なわれた海山の約95％がむき出しの岩であった。またスペイン沖での調査でも、底引き網漁が行われている峡谷の堆積物は、影響を受けていない海底に比べて有機物の含有量が52％少なく、環形動物の生息数や種の多様性を破壊することが問題視された。科学者らは、気候にも取り返しのつかない被害をもたらすと主張。海底から炭素をかき集めるトロール漁は、1996 年から 2020 年の間に、推定 85 億トンから 92 億トンの二酸化炭素を大気中に放出している。
アメリカやニュージーランド等、多くの国で規制されている。

## 歴史
イギリスにおいては、イングランド王エドワード3世治世下の14世紀の頃から環境を破壊するとして、1376年に議会へ禁止の嘆願が出ている。
1949年、日本は漁区の拡大を連合国軍最高司令官総司令部と協議。司令部からは前提条件の一つとして水産資源を過度に採取しないよう、当時986隻存在した底引き船を2年間で336隻整理（削減）することが求められた。のちに、漁業法の小型機船底びき網漁業取締規則にて、漁業期間や漁法に制限が加えられた。また、大臣許可漁業にて、農林水産大臣の許可が無ければ密猟となる。
2006年、パラオ大統領トミー・レメンゲサウがリーダシップをとり国連に禁止を呼び掛け、ツバル、マーシャル諸島等の支持を得たが、阻止された。